# Yusuke Muta
Yusuke Muta (牟田 雄祐, Muta Yusuke) est un footballeur japonais né le 20 septembre 1990.

## Biographie
Il joue avec le club du Nagoya Grampus.